# Slättberg (station)
Slättberg är en före detta trafikplats på Falun-Rättvik-Mora Järnväg. Slättbergs station är belägen cirka 34 kilometer norr om centralstationen i Falun och hade signaturen Säb. Den hade stationshus och hade persontågsuppehåll fram till 1965. Stationen hade ett stickspår till Brossbergs sågverk. All trafik lades ner 1965 och spåren mellan Grycksbo och Rättvik revs upp 1966.
Från 1890 var stationen öppen för trafik mellan Falun och Rättvik. Stationshuset byggdes cirka 1890 och utvidgades cirka 1914.

## Ritningar

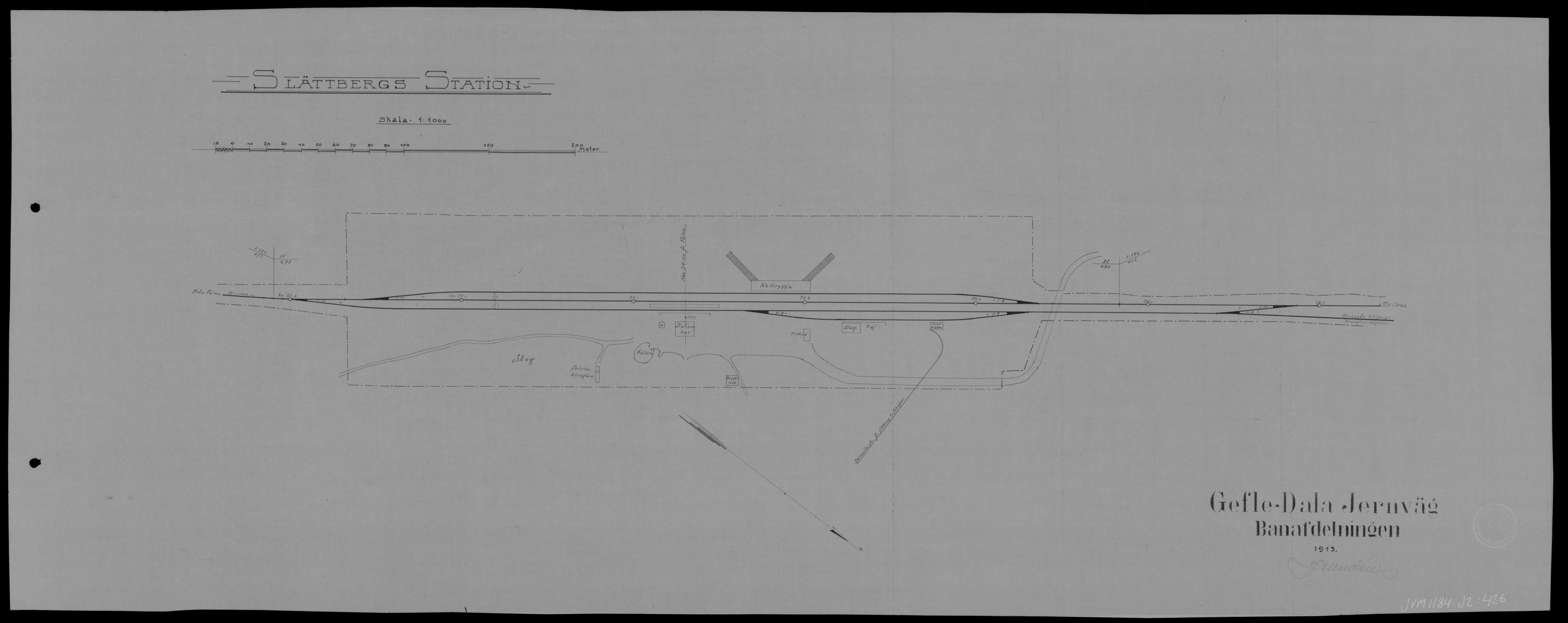
Slättberg station bangårdsritning 1913.

## Bilder

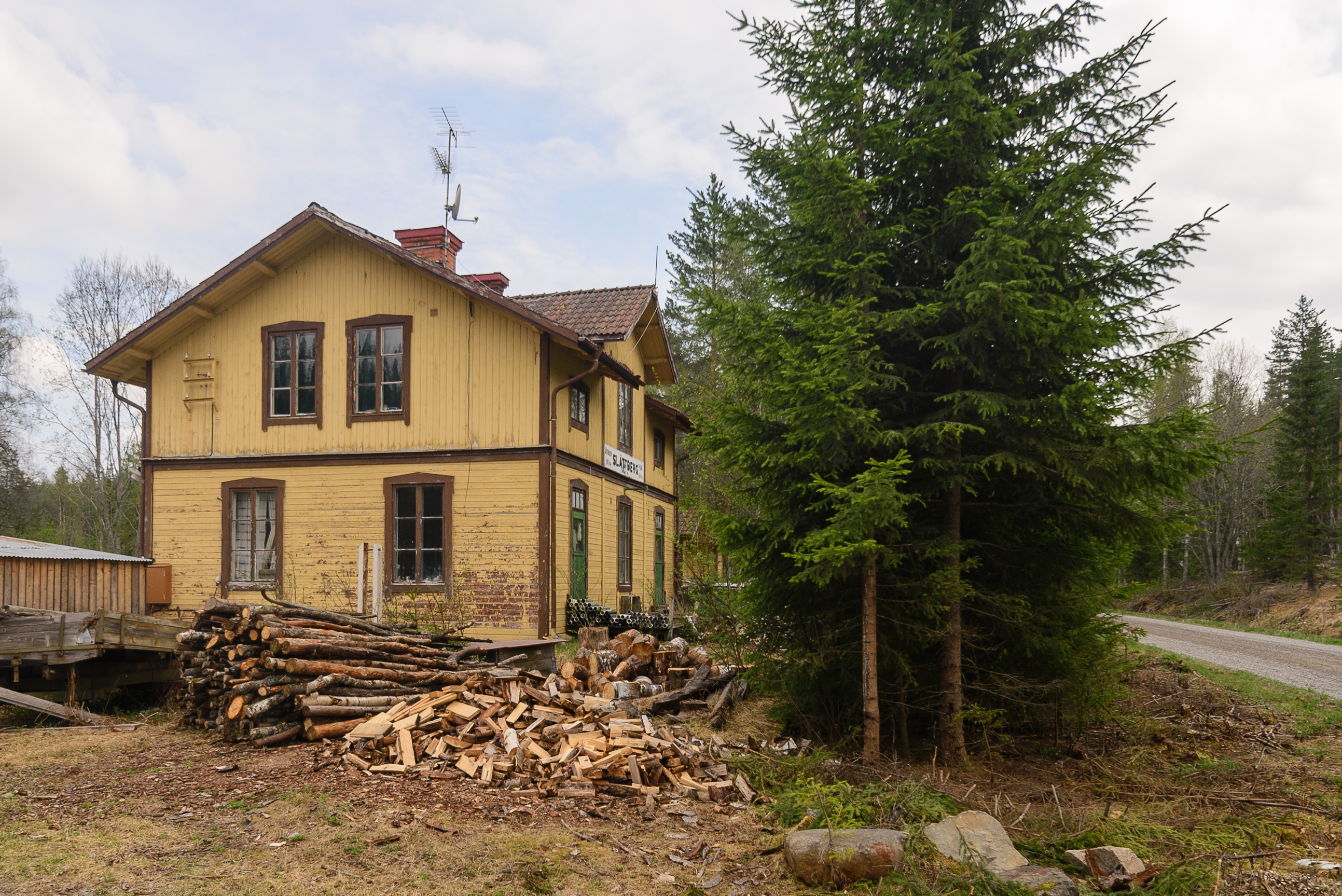
Slättbergs station 2018.
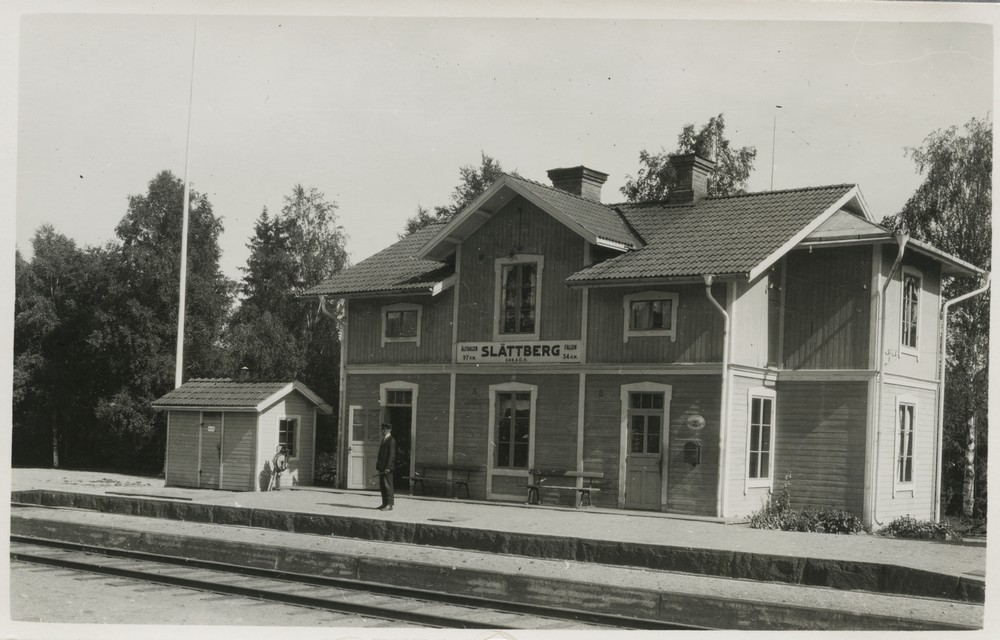
Slättbergs station 1930-tal.
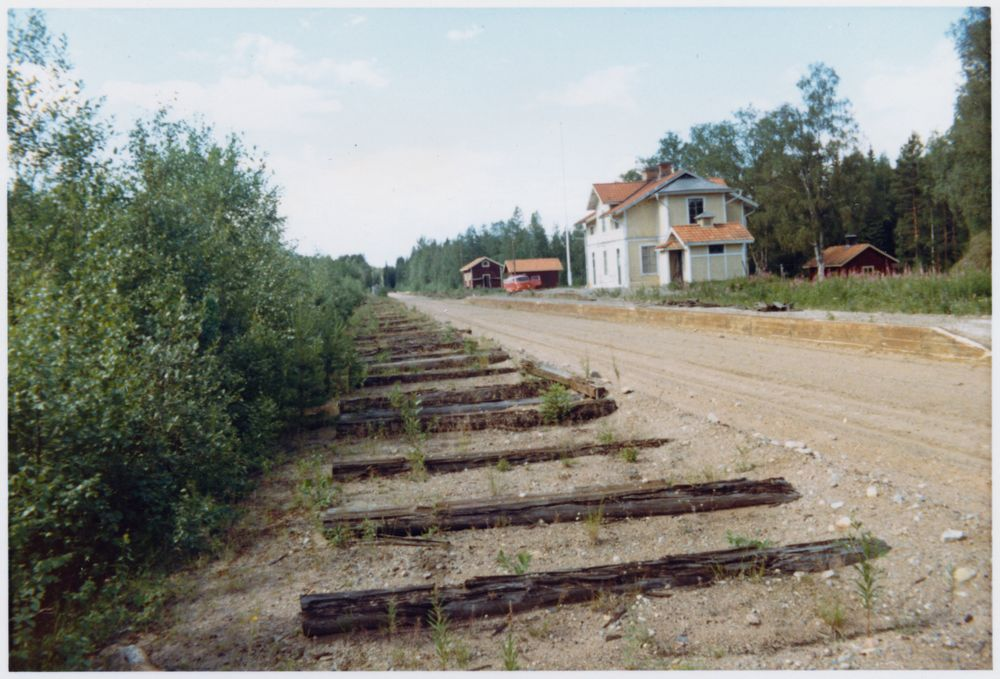
Slättbergs station cirka 1970 efter nedläggningen.